# アマクサクラゲ属
アマクサクラゲ属（Sanderia）は、オキクラゲ科に属するクラゲの属の一つである。

## 概要
日本でも見られるクラゲの一種で、1mを超すものもいる。
Sanderiaという学名は、シャンデリアのように見えるため、この学名が付いた。

## 種類
以下2種を含む。
- Sanderia malayensis Goette, 1886 - アマクサクラゲ
- Sanderia pampinosus Gershwin & Zeidler, 2008 - サンデリア・パンピノサス